# Laura Garrone
Laura Garrone (15 de noviembre de 1967 en Milán) es una tenista profesional italiana, retirada de la actividad.
Garrone ganó cinco títulos en dobles en el WTA Tour. Alcanzó su mejor posición en el ranking el 19 de enero de 1987, cuando alcanzó la posición Nro. 32. Su mejor actuación en Grand Slam fue el avance a cuarta ronda del abierto Roland Garros en 1986.

## Finales de WTA

### Dobles (5 títulos)
| Leyenda     |   |
| Grand Slam  | 0 |
| WTA         | 0 |
| Tier I      | 0 |
| Tier II     | 0 |
| Tier III    | 1 |
| Tier IV & V | 4 |

| Títulos por superficie |   |
| Dura                   | 0 |
| Arcilla                | 5 |
| Césped                 | 0 |
| Alfombra               | 0 |

| Resultado | N.º | Fecha               | Torneo          | Superficie | Compañero     | Oponentes                    | Marcador |
| --------- | --- | ------------------- | --------------- | ---------- | ------------- | ---------------------------- | -------- |
| Ganador   | 1.  | 6 de agosto de 1989 | Sofía, Bulgaria | Arcilla    | Laura Golarsa | Silke Meier Elena Pampoulova | 6–4, 7–5 |
| Ganador   | 2.  | 13 de mayo de 1990  | Roma, Italia    | Arcilla    | Laura Golarsa | Helen Kelesi Monica Seles    | 3–6, 4–6 |